# Християнська асоціація для юнаків

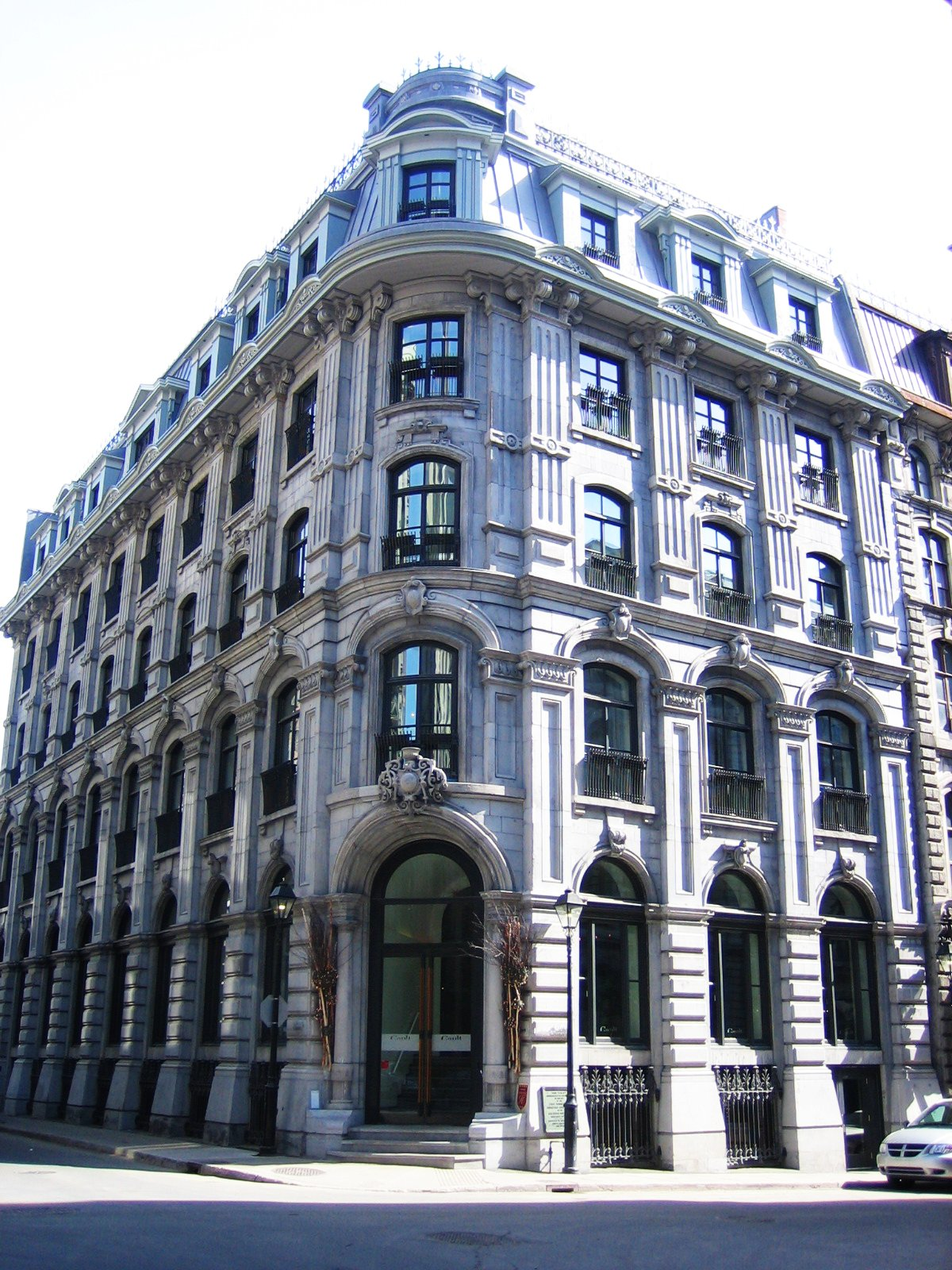
Перший офіс асоціації в Монреалі, Канада

YMCA (англ. Young Men's Christian Association )— нерелігійна асоціація, одна з найстаріших молодіжних організацій у світі. Заснована 1844 року в Лондоні Джорджем Вільямсом (1821—1905). Сьогодні нараховує близько 30 млн членів у понад 130 країнах світу. Вона має майже 90 000 співробітників, близько 920 000 волонтерів і 12 000 відділень по всьому світу.
У популярній культурі YMCA є предметом пісні «Y.M.C.A» гурту Village People 1978 року.

## Історія організації
6 червня 1844 року сер Джордж Вільямс заснував першу YMCA в Лондоні, Англія. Перша зустріч відбулася над магазином тканин на церковному подвір’ї Святого Павла і зібрала 12 молодих чоловіків. На час першої Всесвітньої конференції в Парижі в 1855 році рух YMCA вже було створено в 9 країнах.
У 1878 році Дюнан відкрив офіс Всесвітньої YMCA в Женеві, Швейцарія. Пізніше, у 1900 році, північноамериканські YMCA у співпраці зі Всесвітньою YMCA створили центри для роботи з емігрантами в європейських портах, оскільки мільйони людей виїжджали до США.
YMCA мала ранній вплив на скаутство , яке почалося у Сполученому Королівстві в 1907 році. Через рік після заснування Робертом Баден-Пауеллом перші скаутські загони зібралися в будівлях YMCA Ноттінгема та Біркенхеда. YMCA також вплинув на бойскаутів Америки (BSA) і німецький скаутинг.
Сьогодні YMCA відкриті для всіх, незалежно від здібностей, віку, культури, етнічного походження, статі, раси, релігії, сексуальної орієнтації та соціально-економічного походження.

### Винайдення спорту
У 1891 році в YMCA в Спрінгфілді, штат Массачусетс, Джеймсом Нейсмітом був винайдений баскетбол. Нейсміта попросили створити в приміщенні «спортивне відволікання», щоб зайняти буйну молодь у холодні зимові місяці Нової Англії . Лютер Гулік (лікар) , голова Спрінгфілдської YMCA, дав Нейсміту два тижні, щоб придумати гру, щоб зайняти особливо невиправну групу. Нейсміт вирішив, що гра має бути фізично активною, простою для розуміння та матиме мінімальну фізичну грубість.
Через чотири роки після того, як Джеймс Нейсміт винайшов баскетбол, Вільям Г. Морган, інструктор YMCA в Холіоку, штат Массачусетс , хотів створити гру для старших джентльменів, яка мала б менше фізичного контакту. Він позичив тенісну сітку, підняв її на 6 футів 6 дюймів над підлогою та винайшов гру «мінтонетт», у яку могла грати будь-яка група та передбачала перекидання великого м’яча через сітку. Спостерігач припустив, що краще назвати новий вид спорту «волейбол». У 1912 році Дж. Говард Крокер представив волейбол школам і YMCA в Китаї.
Також у УМСА були винайдені футзал, гімнастика та ракетбол.

### Нобелівські премії
1901: Анрі Дюнан, який став співзасновником Женевської YMCA в 1852 році та був одним із засновників Всесвітньої YMCA, був удостоєний першої в історії Нобелівської премії миру за заснування Міжнародного комітету Червоного Хреста в 1863 році та надихнув на Женевську Конвенцію (Conventions de Genève). 
1946: Джон Р. Мотт, США, президент Всесвітньої YMCA, був удостоєний Нобелівської премії миру за його «тривалу та плідну працю в об’єднанні народів багатьох націй, багатьох рас і багатьох спільнот у спільний духовний зв’язок». 

## YMCA в Україні
УМСА України, або ж YMCA Ukraine почало свою діяльність у 1993 році, у місті Красний Луч на Луганщині. У часи, коли практично не було молодіжних неурядових організацій після краху комуністичного режиму. Із самого початку діяльності зусилля були направлені на поліпшення та урізноманітнення життя молодих людей.
Станом на 2024 рік на території України діє близько 20-ти локальних організацій у таких містах як: Київ, Львів, Одеса, Боярка, Луцьк, Житомир, Тернопіль, Верховина, Здолбунів, Вінниця, Кременчук, Кропивницький, Полтава, Запоріжжя, Харків, Нижнє Селище та у інших містах. 
Основною метою діяльності організації є: сприяння гармонійному розвитку духу, розуму, тіла молоді та підвищення їх громадської активності; створення безпечного простору для молоді в атмосфері миру та справедливості; задоволення та захист законних соціальних, економічних та інших спільних інтересів членів організації, задоволення потреб молоді через різноманітні актуальні програми.
Основні напрямки роботи організацій залежать від потреб молоді. Загалом локальні організації проводять різноматні тренінги, заходи, спортивні активності: пікніки, літературні вечори, волейбольні матчі, освітні програми, національні та міжнародні обміни, тренінги з працевлаштування, психологічна допомога, лідерські програми та багато іншого.
Також організації активно допомагають внутрішньо переміщеним особам та ветеранам різноманітними програмами залучення, роблять окопні свічки та сітки військовим. Деякі спілки займаються дитячими таборами та розвитком дітей. 

## Цікаві факти
- Вперше YMCA на території України з'явилась у 1902 році в Одесі. Згодом локальна YMCA з'явилась і у Києві - у 1912 році при Київському політехнічному інституті.
- Три кути трикутника YMCA символізують Дух, Розум та Тіло.
- Головні цінності YMCA - турбота, відповідальність, чесність, повага. У YMCA України також є п'ята цінність: любов.
- Актор Ентоні Хопкінс вперше вийшов на сцену у YMCA.
- Президент Рональд Рейган був рятівником в басейні в YMCA.
- Доктор Мартін Лютер Кінг-молодший відвідував Батлер-стріт YMCA в Атланті.
- «Корпус миру» було засновано президентом Кеннеді після ознайомлення з програмою YMCA «Соціальні працівники світу».